# 港湾广场站

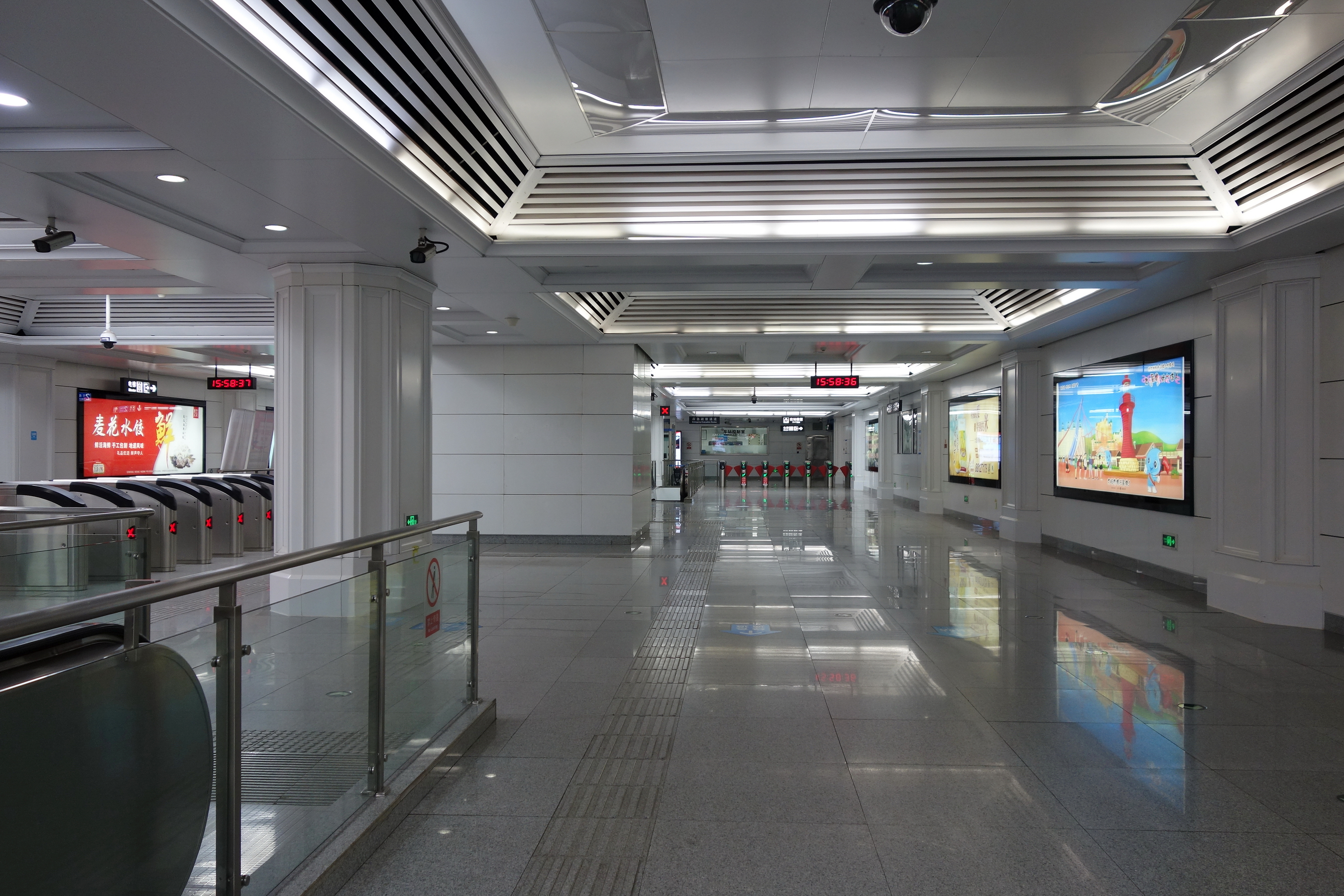
港湾广场站站厅

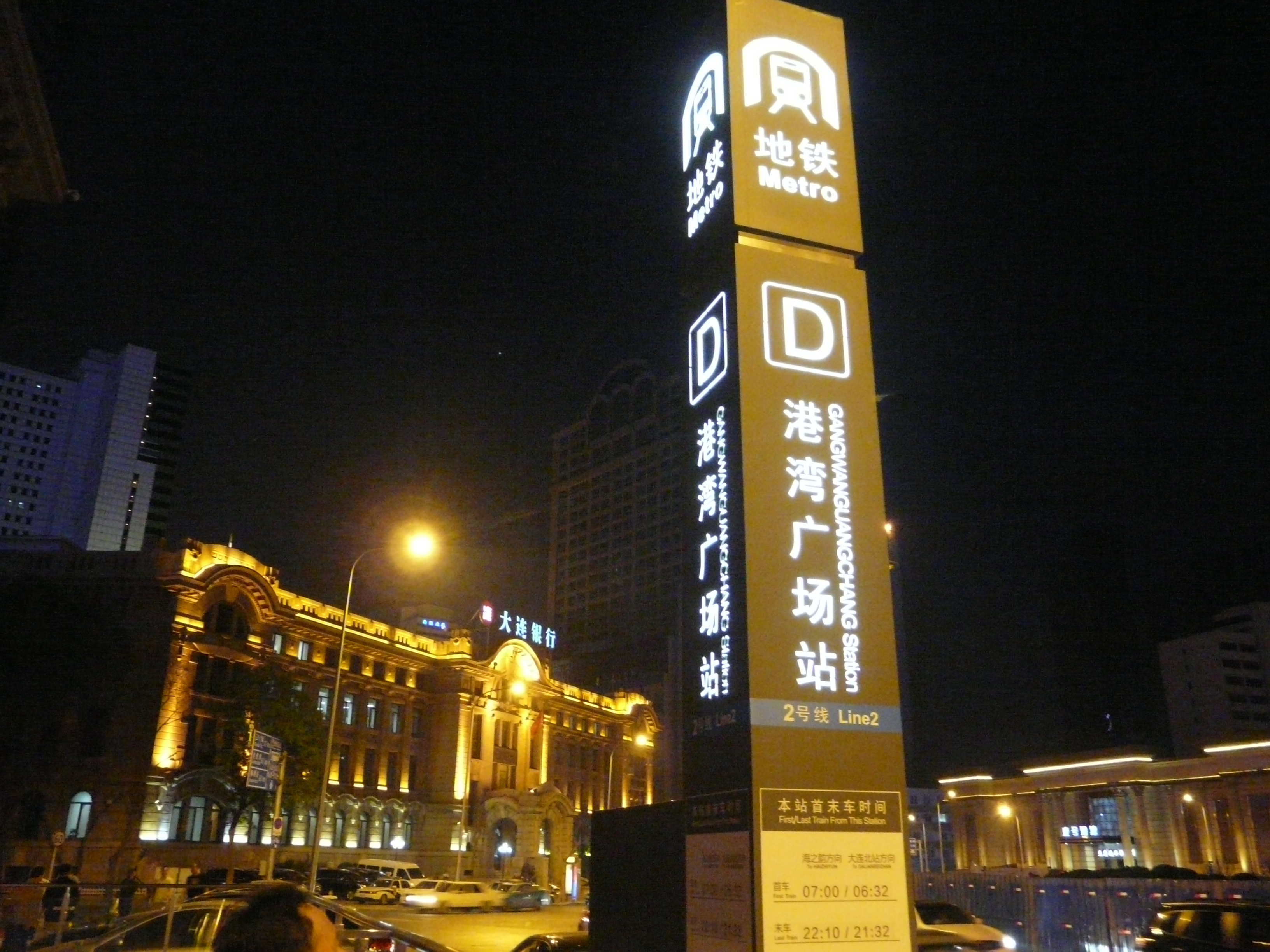
港湾广场站车站指示标志

港湾广场站位于辽宁省大连市中山区，是大连地铁2号线的一个车站，于2015年5月22日随二号线一期开通运营而启用。

## 位置
港湾广场站位于中山区港湾广场下方，车站主体结构沿人民东路布置。

## 结构
港湾广场站为岛式站台地下站。
| B1 | 站厅层             | 站厅、自动售票机                        |
| B2 | 轨道               | ← █ 2号线列车往中山广场（大连北站方向） |
| B2 | 岛式站台，开左边门 |                                         |
| B2 | 轨道               | █ 2号线列车往会议中心（海之韵方向）→    |

## 出入口
港湾广场站共设有2个出入口，A出入口位于人民东路南侧，港湾街东侧；D出入口位于港湾街西侧，港湾广场南侧；无障碍电梯设置于A出入口。
| 出口编号 | 出口指示 | 建议前往的目的地                     |
| -------- | -------- | ------------------------------------ |
| 出口 · A |          | 人民东路、长江东路                   |
| 出口 · D |          | 港湾街、港灣廣場、大连市港口与口岸局 |

## 公交换乘
- - 13、16、538路公交车（港湾广场站）。
- - 7、11、16、27、30、31、526、703、708、710、712、旅游环路公交车（港湾桥/港湾广场站）。